# Brouwerij Contreras

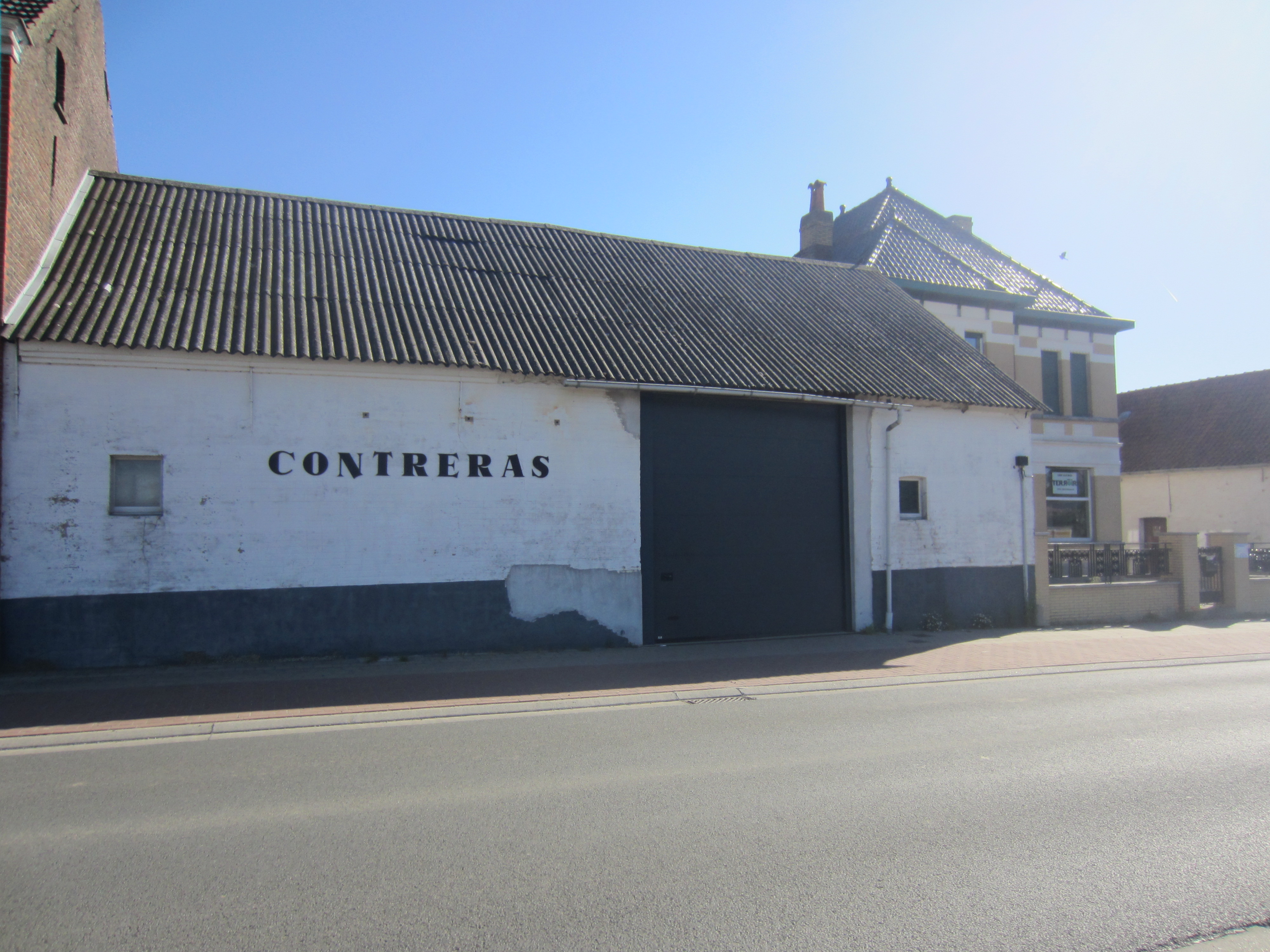
Gevel van de brouwerij aan de Molenstraat in Gavere (2018)

Brouwerij Contreras, vroeger Brouwerij Latte genoemd, is een Belgische familiale brouwerij opgericht in 1818 door Valère Latte en gelegen in de Oost-Vlaamse gemeente Gavere.
Het bedrijf kwam in handen van de familie Contreras toen René Contreras het in 1898 opkocht. Hij verkocht het bedrijf in 1920 aan zijn neef Marcel Contreras. Diens zoon Willy Contreras nam later de roerstok over. Na zijn overlijden in 2020 nam het echtpaar Frederik De Vrieze en Ann Contreras (dochter van Willy Contreras) de roerstok over.
Valeir, een van de bekendste bieren van de brouwerij, werd door bierkenner Michael Jackson erkend als "een verborgen juweeltje".

## Bieren
Onderstaande bieren worden gebrouwen in deze brouwerij: 
- Contrapils, ook wel bekend als Pils Contreras - 5%
- X-Mas Beer - 8,5°
- Tonneke - 4,8°
- Especial Mars - 6,5°
- Valeir Blond - 6,5°
- Valeir Donker - 6.5° (voorheen Carlos)
- Valeir Divers - 8.5°
- Valeir Extra - 6.5° (voorheen El Toro)
- Saison 1818 - 6.0°
- Ode Aan De Brouwer - 10.0 °